# Aleurotrachelus chikungensis
Aleurotrachelus chikungensis es una especie de insecto hemíptero de la familia Aleyrodidae y la subfamilia Aleyrodinae. Se distribuyen por Asia oriental.
Fue descrita científicamente por primera vez por Mound & Halsey en 1978.